# Lawalde
Lawalde är en kommun och ort i Landkreis Görlitz i förbundslandet Sachsen i Tyskland. Kommunen har cirka 1 800 invånare.
Kommunen ingår i förvaltningsområdet Löbau tillsammans med kommunerna Großschweidnitz, Löbau och Rosenbach.